# Јањики
Јањики (слч. Janíky, мађ. Jányok) насељено је мјесто са административним статусом сеоске општине (слч. obec) у округу Дунајска Стреда, у Трнавском крају, Словачка Република.

## Становништво
| Година:    | 1994. | 2004.   | 2014.    | 2024.   |
| ---------- | ----- | ------- | -------- | ------- |
| Број људи: | 805   | 775     | 892      | 957     |
| Разлика:   |       | -3,72 % | +15,09 % | +7,28 % |

| Година:    | 2023. | 2024.   |
| ---------- | ----- | ------- |
| Број људи: | 946   | 957     |
| Разлика:   |       | +1,16 % |

Према подацима о броју становника из 2011. године насеље је имало 866 становника.